# Physochlaina macrophylla
Physochlaina macrophylla ist eine Pflanzenart aus der Gattung der Physochlaina in der Familie der Nachtschattengewächse (Solanaceae).

## Beschreibung
Physochlaina macrophylla ist eine etwa 80 cm hohe Pflanze. Die Stängel sind verkahlend. Die Laubblätter besitzen einen unbehaarten, 3 bis 7 cm langen Blattstiel und eine breit eiförmige bis elliptische, 14 bis 22 cm lange, 8 bis 12 cm breite, verkahlende Blattspreite. Die Basis der Blattspreite ist breit keilförmig, nach vorn ist sie spitz oder kurz spitz zulaufend. Der Blattrand ist ganzrandig, geschwungen oder mit einigen unregelmäßig dreieckigen Zähnen besetzt.
Die Blütenstände sind traubenförmige Rispen, die nicht von Tragblättern begleitet werden und an 4 bis 6 cm langen, dicht drüsig behaarten Blütenstandsstielen stehen. Der Blütenstiel ist 1 bis 2 cm lang. Der Kelch ist glockenförmig, 1,3 bis 1,7 cm lang und 1 bis 1,5 cm durchmessend. Er ist bis zur Hälfte geteilt, die Kelchlappen sind dreieckig lanzettlich, bewimpert und 6 bis 7 mm lang. Die Krone ist purpurn, glockenförmig und 2 bis 2,5 cm lang bei einem Durchmesser von 1,5 bis 2 cm. Die Kronlappen sind nahezu dreieckig und bewimpert. Die Staubblätter stehen leicht über die Krone hinaus, die Staubbeutel sind etwa 3 mm lang. Der Griffel steht nicht über die Krone hinaus.
Die Frucht wird von einem sich vergrößernden, becherförmigen, 2 cm langen und 1,7 bis 2 cm breiten Kelch mit etwa 1 cm langen Kelchzipfeln umschlossen. Die Kapseln sind nahezu kugelförmig und messen 1 cm im Durchmesser. Die Samen sind grau-gelb und messen etwa 2 mm.

## Vorkommen
Die Art wächst in Wäldern in Höhenlagen zwischen 1900 und 2400 cm im Westen Sichuans.